# Tingha
Tingha – miasto w Australii, w stanie Nowa Południowa Walia.